# Dipartimento di Nariño
Il dipartimento di Nariño è uno dei 32 dipartimenti della Colombia. Il capoluogo del dipartimento è Pasto.

## Geografia fisica
Il dipartimento di Nariño prende il nome da Antonio Nariño patriota e generale della guerra d'indipendenza contro la Spagna.
Nariño confina a nord con il dipartimento di Cauca, a est con quello di Putumayo, a sud con l'Ecuador e a ovest con l'Oceano Pacifico.
Il territorio del dipartimento è prevalentemente montuoso nella parte orientale e centrale attraversata dalla Cordigliera delle Ande, che digrada verso una pianura costiera ad ovest.
La cima più elevata è il Volcan de Cumbal che raggiunge i 4890 metri.
È solcato dai fiumi Guaitara - Patia, Mira, Iscuandé. Il confine con l'Ecuador è in parte segnato dal fiume San Juan.
La capitale Pasto è situata nella "Valle di Atriz" della Cordigliera delle Ande.

## Economia

### Turismo
La località più nota è il santuario di Las Lajas, nelle vicinanze del comune di Ipiales.

## Geografia antropica

### Suddivisioni amministrative
Il dipartimento di Nariño si compone di 64 comuni:
- Albán
- Aldana
- Ancuya
- Arboleda
- Barbacoas
- Belén
- Buesaco
- Colón
- Consacá
- Contadero
- Córdoba
- Cuaspud
- Cumbal
- Cumbitara
- El Charco
- El Peñol
- El Rosario
- El Tablón de Gómez
- El Tambo
- Francisco Pizarro
- Funes
- Guachucal
- Guaitarilla
- Gualmatán
- Iles
- Imués
- Ipiales
- La Cruz
- La Florida
- La Llanada
- La Tola
- La Unión

- Leiva
- Linares
- Los Andes
- Magüí
- Mallama
- Mosquera
- Nariño
- Olaya Herrera
- Ospina
- Pasto
- Policarpa
- Potosí
- Providencia
- Puerres
- Pupiales
- Ricaurte
- Roberto Payán
- Samaniego
- San Andrés de Tumaco
- San Bernardo
- San Lorenzo
- San Pablo
- San Pedro de Cartago
- Sandoná
- Santa Bárbara
- Santacruz
- Sapuyes
- Taminango
- Tangua
- Túquerres
- Yacuanquer